# Фернандо Санчес Сіпітрія
Фернандо Санчес Сіпітрія (ісп. Fernando Sánchez Cipitria, нар. 12 вересня 1971, Мадрид) — іспанський футболіст, що грав на позиції півзахисника, зокрема за «Депортіво» (Ла-Корунья), а також національну збірну Іспанії. По завершенні ігрової кар'єри — тренер.

## Клубна кар'єра
Народився 12 вересня 1971 року в Мадриді. Вихованець футбольної школи місцевого «Реала». У дорослому футболі дебютував 1990 року виступами за його третю команду, «Реал Мадрид C». За два роки перейшов до другої команди клубу, «Реал Мадрид Кастілья», звідки віддавався в оренду до  «Леганеса».
До складу головної команди «вершкових» не пробився і1995 року став гравцем клубу «Реал Вальядолід», звідки за два роки перейшов у «Реал Бетіс».
1999 року перебрався до «Депортіво» (Ла-Корунья), у складі якого у сезоні 1999/2000 став чемпіоном Іспанії, взявши по ходу переможного сезону участь у 19 іграх першості. Стати основним гравцем «Депортіво» не зумів і 2001 року був відданий на один сезон в оренду до  «Осасуни». Згодом на аналогічних правах провів по декілька ігор за «Ганновер 96» у Німеччині та за «Кордову», а 2003 року оголосив про завершення ігрової кар'єри.

## Виступи за збірну
1998 року провів дві гри у складі національної збірної Іспанії.

## Кар'єра тренера
По завершенні виступів на полі перейшов на тренерську роботу. Працював з декількома нижчоліговими іспанськими командами. Згодом отримав запрошення попрацювати з китайськими клубами.

## Титули і досягнення
- Чемпіон Іспанії (1):

«Депортіво»: 1999-2000